# Glyceria maxima
Glyceria maxima (Hartm.) Holmb. (sinònims, G. aquatica (L.) Wahlenb.; G. spectabilis Mert. & W.D.J. Koch; Molinia maxima Hartm.; Poa aquatica L.), és una espècie de planta aquàtica herbàcia perenne i amb rizoma. És planta nativa d'Europa i Sibèria occidental i creix en zones humides com les ribes dels rius i les basses. És molt competidora i invasora i sovint es considera una planta invasora fora de la seva zona originària de distribució.